# Copa Mundial de Fútbol de ConIFA de 2016

La Copa Mundial de Fútbol de ConIFA de  2016 fue la segunda edición de la Copa Mundial organizada por ConIFA, un torneo internacional de fútbol disputado por selecciones nacionales no reconocidas por la FIFA. Se jugó del 29 de mayo al 5 de junio de 2016 en las poblaciones de Abjasia, en el área reclamada por Georgia.

## Sede
Tras la Copa Europa de Fútbol de ConIFA 2015, en el que los equipos de Abjasia y Osetia del Sur se denegaron visas por el gobierno húngaro, ConIFA anunció que habían entregado fuertes objeciones a lo que veían como la interferencia política. Como consecuencia de ello, en julio de 2015, ConIFA anunció que su Comité Ejecutivo había votado por unanimidad otorgar la Copa Mundial de Fútbol de 2016 para Abjasia. Indicó que, además de la calidad de la oferta, la decisión enviaría el mensaje de que ConIFA apoyaría a todos sus miembros.
| Ciudad | Estadio                  | Capacidad |
| ------ | ------------------------ | --------- |
| Sujumi | Estadio Dinamo           | 4.300     |
| Gagra  | Estadio Daur Akhvlediani | 1.500     |

## Clasificación
La Copa Mundial de Fútbol de 2016 fue el primer torneo ConIFA que contó con un sistema de calificación, ya que los competidores, tanto en el torneo anterior que fueron invitados como de la Copa Europa de Fútbol de ConIFA 2015. El proceso de calificación fue diseñado en torno a una serie de diferentes torneos; Inicialmente, ConIFA anunció que los tres mejores equipos de la Copa Europa de Fútbol de ConIFA 2015 ganarían la clasificación automática al Mundial. Con posterioridad a esta decisión, ConIFA anunció que sancionaría una serie de torneos amistosos que ofrecerían a sus miembros como parte de la calificación, con la primera de ellas la Copa Desafío Niamh. Un torneo de cuatro equipos organizado por la Isla de Man. Un torneo más, la Copa Benedikt Fontana también fue planeada para ser recibido por Recia. Los ganadores de estos torneos ganarían cupos al mundial ConIFA.
Además de los anfitriones, y los equipos que ganaron cupos al torneo a través del proceso de calificación, ConIFA extendió una invitación a la selección de los aimaras para convertirse en el primer equipo sudamericano en participar.

## Equipos participantes
En cursiva los equipos debutantes
| Equipos participantes | Equipos participantes | Equipos participantes | Equipos participantes |
| --------------------- | --------------------- | --------------------- | --------------------- |
| Abjasia               | Armenia Occidental    | Chipre del Norte      | Coreanos en Japón     |
| Kurdistán             | Laponia               | Padania               | País Székely          |
| Islas Chagos          | Panjab                | Raetia                | Somalilandia          |

## Fase de grupos

### Grupo A
| Equipo             | Pts | PJ | PG | PE | PP | GF | GC | Dif |
| ------------------ | --- | -- | -- | -- | -- | -- | -- | --- |
| Abjasia            | 6   | 2  | 2  | 0  | 0  | 10 | 0  | 10  |
| Armenia Occidental | 3   | 2  | 1  | 0  | 1  | 12 | 1  | 11  |
| Islas Chagos       | 0   | 2  | 0  | 0  | 2  | 0  | 21 | -21 |

| 29 de mayo de 2016 | Abjasia | 9:0 (5:0) | Islas Chagos | Estadio Dinamo, Sujumi |  |
| 20:00              | Kortava 18' (pen.) · Argün 19' · Akhba 35' · Prus 40', 44' · Shoniya 48', 58' · Astamur Tarba 51' · Victor Pimpia 89' | Reporte   |              |                        |  |

| 30 de mayo de 2016 | Islas Chagos | 0:12 (0:5) | Armenia Occidental | Estadio Dinamo, Sujumi |  |
| 20:00              |              | Reporte    | David Ghandilyan 3' 20' 30' 34' 45' 53' · Tamaz Avolian 55' · Armen Kapikiyan 58' 81' · Ruslan Trapizoyan 64' · Vahagn Militosyan 69' · Hiraç Yagan 73' |                        |  |

| 31 de mayo de 2016 | Armenia Occidental | 0:1 (0:1) | Abjasia           | Estadio Dinamo, Sujumi |  |
| 20:00              |                    |           | Dmitri Kortava 9' |                        |  |

### Grupo B
| Equipo            | Pts | PJ | PG | PE | PP | GF | GC | Dif |
| ----------------- | --- | -- | -- | -- | -- | -- | -- | --- |
| Kurdistán         | 6   | 2  | 2  | 0  | 0  | 6  | 0  | 6   |
| Coreanos en Japón | 3   | 2  | 1  | 0  | 1  | 1  | 3  | -2  |
| País Sículo       | 0   | 2  | 0  | 0  | 2  | 0  | 4  | -4  |

| 29 de mayo de 2016 | Kurdistán                                               | 3:0 (1:0) | País Sículo | Estadio Dinamo, Sujumi |  |
| 15:00              | Farhang Wriya 34' · Farhan Shakor 55' · Hunar Ahmed 73' | Reporte   |             |                        |  |

| 30 de mayo de 2016 | Coreanos en Japón | 1:0 (0:0) | País Sículo | Estadio Dinamo, Sujumi |  |
| 15:00              | Lee Son-Chon 60'  |           |             |                        |  |

| 31 de mayo de 2016 | Coreanos en Japón | 0:3 (0:2) | Kurdistán                                                    | Estadio Dinamo, Sujumi |  |
| 15:00              |                   | Reporte   | Diyar Rahman 27' · Miran Khesro 45' (pen.) · Hunar Ahmad 73' |                        |  |

### Grupo C
| Equipo           | Pts | PJ | PG | PE | PP | GF | GC | Dif |
| ---------------- | --- | -- | -- | -- | -- | -- | -- | --- |
| Chipre del Norte | 6   | 2  | 2  | 0  | 0  | 9  | 1  | 8   |
| Padania          | 3   | 2  | 1  | 0  | 1  | 7  | 2  | 5   |
| Recia            | 0   | 2  | 0  | 0  | 2  | 0  | 13 | -13 |

| 29 de mayo de 2016 | Padania       | 1:2 (0:0) | Chipre del Norte                | Estadio Daur Akhvlediani, Gagra |  |
|                    | Prandelli 49' | Reporte   | Ünal Kaya 63' · Halil Turan 67' |                                 |  |

| 30 de mayo de 2016 | Recia | 0:6 (0:3) | Padania                                                                | Estadio Daur Akhvlediani, Gagra |  |
|                    |       |           | Prandelli 23', 35', 55', 62' · Nicolo Mercorillo 22' · Andrea Rota 80' |                                 |  |

| 31 de mayo de 2016 | Chipre del Norte                                                                           | 7:0 (2:0) | Recia | Estadio Daur Akhvlediani, Gagra |  |
|                    | Esin Sonay 6', 14', 49' · Tansel Ekingen 60' · Hüseyin Sadiklar 74' · Halil Turan 82', 88' |           |       |                                 |  |

### Grupo D
| Equipo       | Pts | PJ | PG | PE | PP | GF | GC | Dif |
| ------------ | --- | -- | -- | -- | -- | -- | -- | --- |
| Panjab       | 6   | 2  | 2  | 0  | 0  | 6  | 0  | 6   |
| Laponia      | 3   | 2  | 1  | 0  | 1  | 5  | 1  | 4   |
| Somalilandia | 0   | 2  | 0  | 0  | 2  | 0  | 10 | -10 |

| 29 de mayo de 2016 | Laponia                                                                                             | 5:0 (1:0) | Somalilandia | Estadio Daur Akhvlediani, Gagra |  |
|                    | Lars Strand 15' · Jarkko Lahdenmäki 50' · Jon Eriksen 60' · Stein Mannsverk 70' · Hans Yndestad 80' | Reporte   |              |                                 |  |

| 30 de junio de 2016 | Laponia | 0:1 (0:1) | Panjab          | Estadio Daur Akhvlediani, Gagra |  |
| 15:00               |         | Reporte   | Gurjit Singh 2' |                                 |  |

| 31 de mayo de 2016 | Somalilandia | 0:5 (0:2) | Panjab                                                          | Estadio Daur Akhvlediani, Gagra |  |
| 15:00              |              |           | Amar Purewal 30' 67' 80' · Arjun Purewal 38' · Gurjit Singh 74' |                                 |  |

## Segunda fase
|  | Quinto puesto      | Quinto puesto      |                     |                   | 5º al 8º puesto     | 5º al 8º puesto     |                     |                     | Cuartos de final    | Cuartos de final |         |                  | Semifinales         | Semifinales         |  |  | Final               | Final               |
|  |                    |                    |                     |                   |                     |                     |                     |                     |                     |                  |         |                  |                     |                     |  |  |                     |                     |
|  |                    |                    |                     |                   |                     |                     |                     |                     | Sujumi - 1 de junio |                  |         |                  |                     |                     |  |  |                     |                     |
|  |                    |                    |                     |                   |                     |                     |                     |                     |                     |                  |         |                  |                     |                     |  |  |                     |                     |
|  | Gagra - 4 de junio | Gagra - 4 de junio |                     |                   | Sujumi - 3 de junio | Sujumi - 3 de junio |                     |                     | Coreanos en Japón   | 1 (2)            |         |                  | Sujumi - 4 de junio | Sujumi - 4 de junio |  |  | Sujumi - 5 de junio | Sujumi - 5 de junio |
|  | Gagra - 4 de junio | Gagra - 4 de junio |                     |                   | Sujumi - 3 de junio | Sujumi - 3 de junio |                     |                     | Coreanos en Japón   | 1 (2)            |         |                  | Sujumi - 4 de junio | Sujumi - 4 de junio |  |  | Sujumi - 5 de junio | Sujumi - 5 de junio |
|  | Gagra - 4 de junio | Gagra - 4 de junio |                     |                   | Sujumi - 3 de junio | Sujumi - 3 de junio | Chipre del Norte    | 1 (4)               |                     |                  |         |                  | Sujumi - 4 de junio | Sujumi - 4 de junio |  |  | Sujumi - 5 de junio | Sujumi - 5 de junio |
|  | Gagra - 4 de junio | Gagra - 4 de junio |                     | Coreanos en Japón | 1                   |                     | Chipre del Norte    | 1 (4)               |                     |                  |         | Chipre del Norte | 0                   |                     |  |  | Sujumi - 5 de junio | Sujumi - 5 de junio |
|  | Gagra - 4 de junio | Gagra - 4 de junio | Sujumi - 1 de junio | Coreanos en Japón | 1                   |                     |                     |                     |                     |                  |         | Chipre del Norte | 0                   |                     |  |  | Sujumi - 5 de junio | Sujumi - 5 de junio |
|  | Gagra - 4 de junio | Gagra - 4 de junio |                     |                   | Laponia             | 2                   |                     |                     | Abjasia             | 2                |         |                  |                     |                     |  |  | Sujumi - 5 de junio | Sujumi - 5 de junio |
|  | Gagra - 4 de junio | Gagra - 4 de junio | Abjasia             | 2                 | Laponia             | 2                   |                     |                     | Abjasia             | 2                |         |                  |                     |                     |  |  | Sujumi - 5 de junio | Sujumi - 5 de junio |
|  | Gagra - 4 de junio | Gagra - 4 de junio | Abjasia             | 2                 |                     |                     |                     |                     |                     |                  |         |                  |                     |                     |  |  | Sujumi - 5 de junio | Sujumi - 5 de junio |
|  | Gagra - 4 de junio | Gagra - 4 de junio |                     |                   | Laponia             | 0                   |                     |                     |                     |                  |         |                  |                     |                     |  |  | Sujumi - 5 de junio | Sujumi - 5 de junio |
|  | Laponia            | 3                  |                     |                   | Laponia             | 0                   | Abjasia             | 1 (6)               |                     |                  |         |                  |                     |                     |  |  |                     |                     |
|  | Laponia            | 3                  | Sujumi - 2 de junio |                   |                     |                     | Abjasia             | 1 (6)               |                     |                  |         |                  |                     |                     |  |  |                     |                     |
|  | Armenia Occidental | 0                  |                     |                   | Panjab              | 1 (5)               |                     |                     |                     |                  |         |                  |                     |                     |  |  |                     |                     |
|  | Armenia Occidental | 0                  | Kurdistán           | 2 (6)             | Panjab              | 1 (5)               |                     |                     |                     |                  |         |                  |                     |                     |  |  |                     |                     |
|  |                    |                    | Kurdistán           | 2 (6)             | Sujumi - 3 de junio | Sujumi - 3 de junio | Sujumi - 4 de junio | Sujumi - 4 de junio |                     |                  |         |                  |                     |                     |  |  |                     |                     |
|  |                    |                    | Padania             | 2 (7)             | Sujumi - 3 de junio | Sujumi - 3 de junio | Sujumi - 4 de junio | Sujumi - 4 de junio |                     |                  |         |                  |                     |                     |  |  |                     |                     |
|  | Séptimo puesto     | Séptimo puesto     | Padania             | 2 (7)             | Kurdistán           | 0(5)                |                     |                     |                     |                  | Padania | 0                | Tercer puesto       | Tercer puesto       |  |  |                     |                     |
|  | Séptimo puesto     | Séptimo puesto     | Sujumi - 2 de junio |                   | Kurdistán           | 0(5)                |                     |                     |                     |                  | Padania | 0                | Tercer puesto       | Tercer puesto       |  |  |                     |                     |
|  | Gagra - 4 de junio | Gagra - 4 de junio |                     |                   | Armenia Occidental  | 0(6)                |                     |                     | Panjab              | 1                |         |                  | Sujumi - 5 de junio | Sujumi - 5 de junio |  |  |                     |                     |
|  | Coreanos en Japón  | 1(4)               | Armenia Occidental  | 2                 | Armenia Occidental  | 0(6)                | Padania             | 0                   | Panjab              | 1                |         |                  |                     |                     |  |  |                     |                     |
|  | Coreanos en Japón  | 1(4)               | Armenia Occidental  | 2                 |                     |                     | Padania             | 0                   |                     |                  |         |                  |                     |                     |  |  |                     |                     |
|  | Kurdistán          | 1(2)               |                     |                   | Panjab              | 3                   |                     |                     | Chipre del Norte    | 2                |         |                  |                     |                     |  |  |                     |                     |

### Cuartos de final
| 01 de junio de 2016 | Coreanos en Japón                                       | 1:1 (0:1) (2:4 p.)         | Chipre del Norte                                       | Estadio Dinamo, Sujumi |  |
| 15:00               | On Song-Tae 54'                                         |                            | Ünal Kaya 31'                                          |                        |  |
|                     |                                                         | Tiros desde el punto penal |                                                        |                        |  |
|                     | Kim Kwang-Woo · On Song-Tae · Kim Su-Yong · An Suug-Tae |                            | Esin Sonay · Halil Turan · Ünal Kaya · Ibrahim Çıdamlı |                        |  |

| 1 de junio de 2016 | Abjasia                        | 2:0 (1:0) | Laponia | Estadio Dinamo, Sujumi |  |
|                    | Dmitri Kortava 36', 74' (pen.) |           |         |                        |  |

| 2 de junio de 2016 | Kurdistán | 2:2 (1:1, 2:1) (6:7 p.)    | Padania | Estadio Dinamo, Sujumi      |                             |
|                    | Matteo Prandelli 23' (a.g.) · Jassim Haji 26'                                                                       |                            | Luca Ferri 14' · Marco Garavelli 72' | Árbitro(s): Djamel Haimoudi | Árbitro(s): Djamel Haimoudi |
|                    | | Tiros desde el punto penal | |                             |                             |
|                    | Kosrat Baiz · Kamaran Ali · Khalid Mushir · Diyar Rahman · Farhan Shakor · Hunar Ahmad · Jassim Haji · Miran Kherso |                            | Metteo Prandelli · Marco Garavelli · Alex Mazzocca · Luca Mosti · Luca Ferri · Stefano Tignonsini · Gianluca Rolandone · Antonio Pizzolla |                             |                             |

| 02 de junio de 2016 | Armenia Occidental                 | 2:3 (0:3) | Panjab                  | Estadio Dinamo, Sujumi |  |
| 20:00               | Tamaz Avolian 67' · Raffi Kaya 79' |           | Amar Purewal 2' 36' 44' |                        |  |

### Semifinales
| 4 de junio de 2016 | Chipre del Norte | 0:2 (0:1) | Abjasia                              | Estadio Dinamo, Sujumi |  |
|                    |                  |           | Levan Logua 10' · Ruslan Shoniya 70' |                        |  |

| 04 de junio de 2016 | Padania | 0:1 (0:0) | Panjab            | Estadio Dinamo, Sujumi |  |
| 15:00               |         |           | Omar Rio Riaz 76' |                        |  |

### Semifinales por el quinto lugar
| 03 de junio de 2016 | Coreanos en Japón | 1-2 | Laponia         | Estadio Dinamo, Sujumi |  |
| 15:00               | Kim Su-Yong 2'    |     | 9' (pen.) · 61' |                        |  |

| 03 de junio de 2016 | Kurdistán                                                                                              | 0-0 (5-6 p.)               | Armenia Occidental                                                                                    | Estadio Dinamo, Sujumi |  |
| 20:00               | |                            | |                        |  |
|                     | | Tiros desde el punto penal | |                        |  |
|                     | Miran Khesro · Farhan Shakor · Hunar Ahmad · Farhang Wriya · Diyar Rahman · Aras Mustafa · Znar Faidhi |                            | Hiraç Yagan · Raffi Kaya · Tamaz Avolian · Loris Berberian · Jules Tepelian · Herant Yagan · Denis Oz |                        |  |

### Séptimo lugar
| 04 de junio de 2016 | Coreanos en Japón                                                   | 1-1 (4-2 p.)               | Kurdistán                                                             | Estadio Daur Akhvlediani, Gagra |  |
| 11:00               | An Suug-Tae 90+5'                                                   |                            | 80'                                                                   |                                 |  |
|                     |                                                                     | Tiros desde el punto penal |                                                                       |                                 |  |
|                     | Kim Su-Yong · An Suug-Tae · Kim Kwang-Woo · Huo Yang · Shin Yong-Ki |                            | Acierto de penal · Fallo de penal · Fallo de penal · Acierto de penal |                                 |  |

### Quinto lugar
| 04 de junio de 2016 | Laponia | 3-0 | Armenia Occidental | Estadio Daur Akhvlediani, Gagra |  |
| 15:00               |         |     |                    |                                 |  |

### Tercer lugar
| 5 de junio de 2016 | Padania | 0:2 (0:0) | Chipre del Norte                     | Estadio Dinamo, Sujumi |  |
|                    |         |           | Halil Turan 50' · Tansel Ekingen 80' |                        |  |

### Final
| 05 de junio de 2016 | Abjasia | 1:1 (6:5 p.)               | Panjab | Estadio Dinamo, Sukhumi |  |
| 20:00               | | Reporte                    | |                         |  |
|                     | | Tiros desde el punto penal | |                         |  |
|                     | Anri Khagba · Anri Khagush · Dmitriy Akhba · Tarash Khagba · Ruslan Shoniya · Alan Khugaev · Shabat Logua · Vladimir Argun |                            | Amar Purewal · Radjpal Virk · Terlochan Singh · Karum Shanker · Jhai Dhillon · Aran Basi · Amarvir Sandhu · Aaron Minhas |                         |  |

| Bandera de Abjasia |
| Campeón Abjasia    |
| Primer título      |

## Ronda de Consolación
|  | Semifinales por el 9° lugar | Semifinales por el 9° lugar | Semifinales por el 9° lugar |             |              | 9° lugar           | 9° lugar           | 9° lugar           |  |
|  | Gagra - 2 de junio          | Gagra - 2 de junio          | Gagra - 2 de junio          |             |              | Gagra - 3 de junio | Gagra - 3 de junio | Gagra - 3 de junio |  |
|  |                             |                             |                             |             |              |                    |                    |                    |  |
|  |                             |                             |                             |             |              |                    |                    |                    |  |
|  | Islas Chagos                | Islas Chagos                | 2                           |             |              |                    |                    |                    |  |
|  | Islas Chagos                | Islas Chagos                | 2                           |             |              |                    |                    |                    |  |
|  | Somalilandia                | Somalilandia                | 3                           |             |              |                    |                    |                    |  |
|  | Somalilandia                | Somalilandia                | 3                           |             | Somalilandia | Somalilandia       | 3                  |                    |  |
|  |                             |                             |                             |             | Somalilandia | Somalilandia       | 3                  |                    |  |
|  |                             |                             | País Sículo                 | País Sículo | 10           |                    |                    |                    |  |
|  | País Sículo                 | País Sículo                 | País Sículo                 | País Sículo | 10           | 7                  |                    |                    |  |
|  | País Sículo                 | País Sículo                 |                             |             |              | 7                  |                    |                    |  |
|  | Recia                       | Recia                       | 0                           |             |              | 11° lugar          | 11° lugar          | 11° lugar          |  |
|  | Recia                       | Recia                       | 0                           |             |              | 11° lugar          | 11° lugar          | 11° lugar          |  |
|  |                             |                             |                             |             |              |                    |                    |                    |  |
|  |                             |                             |                             |             |              | Islas Chagos       | Islas Chagos       | 3 (2)              |  |
|  |                             |                             |                             |             |              | Islas Chagos       | Islas Chagos       | 3 (2)              |  |
|  |                             |                             |                             |             |              | Recia              | Recia              | 3 (4)              |  |
|  |                             |                             |                             |             |              | Recia              | Recia              | 3 (4)              |  |
|  |                             |                             |                             |             |              |                    |                    |                    |  |

### Semifinales por el 9° lugar
| 02 de junio de 2016 | Islas Chagos | 2-3 | Somalilandia | Estadio Daur Akhvlediani, Gagra |  |
| 11:00               |              |     |              |                                 |  |

| 02 de junio de 2016 | País Sículo | 7-0 | Recia | Estadio Daur Akhvlediani, Gagra |  |
| 15:00               |             |     |       |                                 |  |

### 11° lugar
| 03 de junio de 2016 | Islas Chagos                                                          | 3-3 (2-4 p.)               | Recia                                                                     | Estadio Daur Akhvlediani, Gagra |  |
| 11:00               |                                                                       |                            |                                                                           |                                 |  |
|                     |                                                                       | Tiros desde el punto penal |                                                                           |                                 |  |
|                     | Fallo de penal · Acierto de penal · Acierto de penal · Fallo de penal |                            | Acierto de penal · Acierto de penal · Acierto de penal · Acierto de penal |                                 |  |

### 9° lugar
| 03 de junio de 2016 | Somalilandia | 3-10 | País Sículo | Estadio Daur Akhvlediani, Gagra |  |
| 15:00               |              |      |             |                                 |  |

## Clasificación final
| Pos | Equipo             | PJ | PG | PE | PP | GF | GC | DG  |
| --- | ------------------ | -- | -- | -- | -- | -- | -- | --- |
| 1   | Abjasia            | 5  | 4  | 1  | 0  | 15 | 1  | +14 |
| 2   | Panjab             | 5  | 4  | 1  | 0  | 11 | 3  | +8  |
| 3   | Chipre del Norte   | 5  | 3  | 1  | 1  | 12 | 4  | +8  |
| 4   | Padania            | 5  | 1  | 1  | 3  | 9  | 7  | +2  |
| 5   | Laponia            | 5  | 3  | 0  | 2  | 10 | 4  | +6  |
| 6   | Armenia Occidental | 5  | 1  | 1  | 3  | 14 | 7  | +7  |
| 7   | Coreanos en Japón  | 5  | 1  | 2  | 2  | 4  | 7  | -3  |
| 8   | Kurdistán          | 5  | 2  | 3  | 0  | 9  | 3  | +6  |
| 9   | País Székely       | 4  | 2  | 0  | 2  | 17 | 7  | +10 |
| 10  | Somalilandia       | 4  | 1  | 0  | 3  | 6  | 22 | −16 |
| 11  | Recia              | 4  | 0  | 1  | 3  | 3  | 23 | −20 |
| 12  | Islas Chagos       | 4  | 0  | 1  | 3  | 5  | 27 | −22 |

## Goleadores
| Jugador          | Selección          | Goles |
| ---------------- | ------------------ | ----- |
| Amar Purewal     | Panjab             | 7     |
| David Ghandilyan | Armenia Occidental | 6     |
| Matteo Prandelli | Padania            | 5     |
| Dmitri Kortava   | Abjasia            | 4     |
| Ruslan Shoniya   | Abjasia            | 4     |